# Biston decoloraria
Biston decoloraria là một loài bướm đêm trong họ Geometridae.